# Les Gypsys
Les Gypsys est un groupe de rock français des années 1960 composé de Serge Doudou (guitare solo), Jean-Pierre Hipken (basse et chant et auteur-compositeur), Jacky Pujol (guitare rythmique), Gérard Fettinger (batterie).
Ils font des concerts à travers toute la France, mais la scène parisienne se souvient particulièrement de leurs concerts au Bus Palladium, au Golf Drouot, au Gibus, etc.